# 河南财经政法大学
34°46′51″N 113°49′10″E / 34.78083°N 113.81944°E
河南财经政法大学（英語：Henan University of Economics and Law），由原河南財經學院和原河南省政法管理幹部學院于2010年3月合併組建而成，坐落于中華腹地、九州通衢的河南省省會鄭州市。是一所以經濟學、管理學和法學為主，涵蓋經濟學、管理學、法學、文學、理學、工學、藝術學等7大學科門類的省屬重點大學。是中國的一所省屬公辦全日制普通高等學校，河南省重點建設的骨幹大學之一，河南省博士學位授予權立項建設單位。
2010年，政府投入16.8亿元用于学校建设，按照学术兴校、质量立校、特色名校、人才强校、制度治校的发展战略，将河南财经政法大学建设成为一所基础雄厚、多学科协调发展、特色鲜明的教学研究型大学。
2018年2月26日，世界大学学术排名（ARWU）发布2018“中国最好大学排名”，河南财经政法大学排名第279名，“中国最好财经政法类学校排名”，河南财经政法大学排名第2名

## 历史
河南财经学院曾经是河南省省属重点高等院校，位于河南省郑州市，创建于1983年。河南省政法管理幹部學院是經教育部批准成立的一所具有普通專科和成人本科招生資格的政法高等院校，位于河南省郑州市，创建于1984年。

### 河南財經學院
原河南財經學院是一所省屬財經本科院校，是河南省高級財經應用型人才培養基地。八十年代初，為適應河南省經濟發展的迫切需要，中共河南省委、河南省人民政府決定籌建河南財經學院。河南財經學院1981年開始申辦，1982年4月正式籌建，1983年4月獲國家教委批准正式建校，同年10月兩個專業招生100多人。
1984年設置了急需的財政學、金融學、貿易經濟、工業經濟、農業經濟、統計學6個本科專業。1993年，河南財經學院獲得碩士學位授予權。2008年，河南財經學院通過了教育部本科教學評估，並獲得優秀。2010年3月，在合併河南財經學院與河南省政法管理幹部學院的基礎上成立河南財經政法大學，同年河南財經政法大學特色專業進入本科一批招生序列。

### 河南省政法管理幹部學院

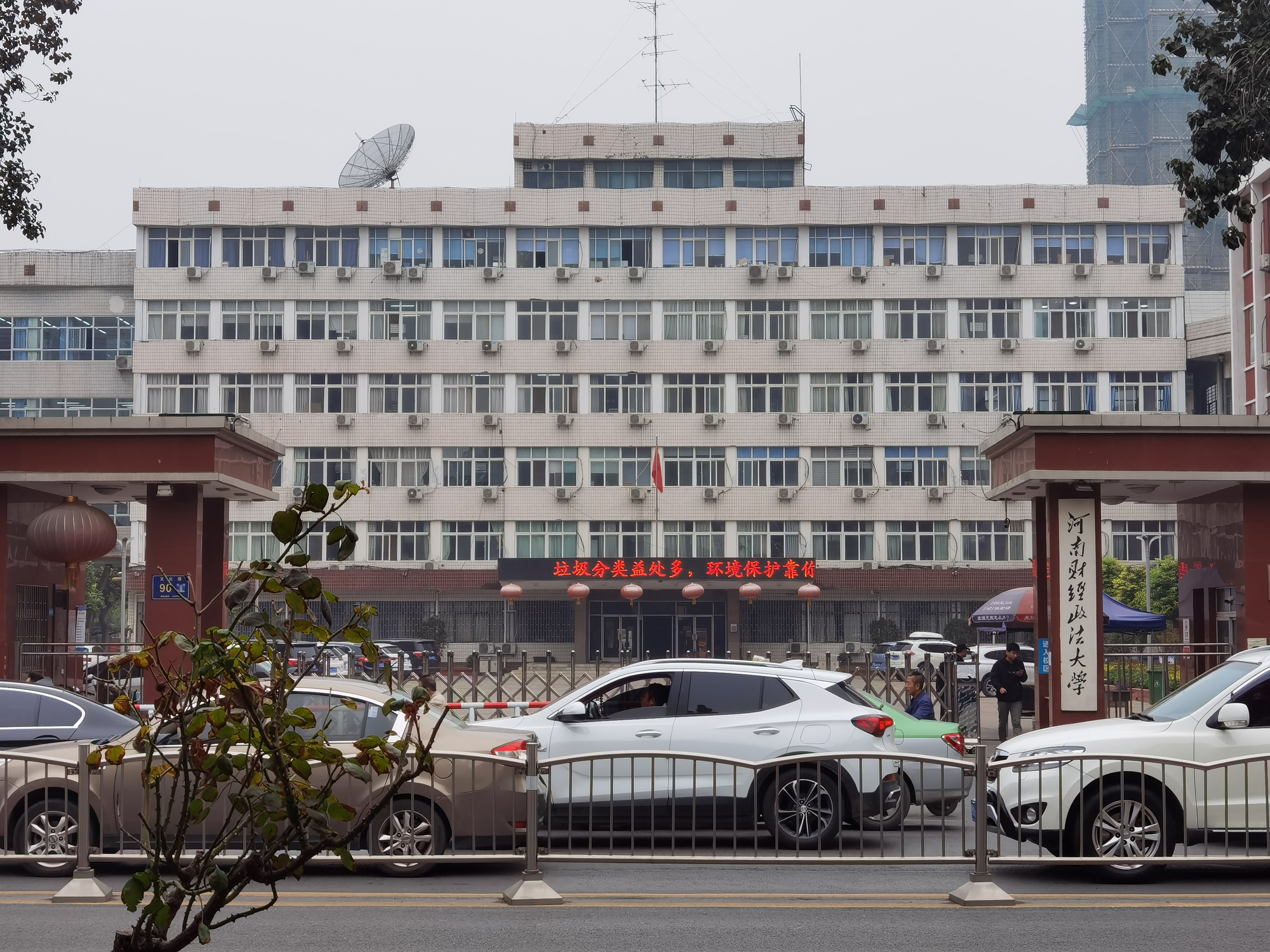
文南校区，为原河南省政法管理干部学院所在

原河南省政法管理幹部學院是1984年經教育部批准成立的一所具有普通專科和成人本科招生資格的政法高等院校（性質為分校辦學點），政法學院師資力量雄厚，集中了河南省三分之二的高等法學教育資源，是河南省高級政法人才培養基地。河南省政法管理幹部學院的辦學歷史可以追溯到1948年成立的豫西行政幹部學校，解放後，學校遷至開封，改稱河南省行政學院，不久併入河南大學，設置為河南大學行政學院。
1952年，全國院系調整，河南大學行政學院獨立設置為河南省人民委員會幹部學校。1956年8月定名為河南省政法幹部學校。1984年10月，政法幹校與河南省政法幹部學院（原中央第二政法幹部學校）合併，成立河南省政法幹部學院。1985年6月，正式定名為河南省政法管理幹部學院。2010年3月，同河南財經學院合併，成立河南財經政法大學。

### 河南財經政法大學
2010年3月，由原河南財經學院和原河南省政法管理幹部學院合併組建河南財經政法大學。
学校设有国际经济与贸易学院、工商管理学院、工程管理系、财政与金融学院、信息学院、法学院、文化传播系、公共管理学院、会计学院、经贸外语系、统计学系、经济学系、旅游管理系、哲学与社会学系（马列主义教研部）、资源与环境科学系、德育教研部、体育教研部、现代教育技术中心、成人教育学院、图书馆、学报编辑部共21个教学及教辅单位，以及国际文化教育交流中心和成功学院（独立学院）。学校拥有理论经济学、应用经济学、管理科学与工程、工商管理等8个一级学科硕士学位授予权，55个二级学科硕士学位点，52个本科专业。2010年3月，与河南省政法管理干部学院合并，组建成今天的河南财经政法大学。

## 下属院系
| 国际经济与贸易学院     | 工商管理学院         | 工程管理与房地产学院 |
| 金融学院               | 计算机与信息工程学院 | 法学院               |
| 会计学院               | 公共管理学院         | 经济学院             |
| 旅游与会展学院         | 国际教育学院         | 刑事司法学院         |
| 民商经济法学院         | 统计与大数据学院     | 文化传播学院         |
| 资源与环境学院         | 财政税务学院         | 数学与信息科学学院   |
| 电子商务与物流管理学院 | 艺术学院             | 社会学院             |
| 马克思主义学院         | 外语学院             | 体育部（系）         |
| 继续教育学院           | MBA学院              | 素质教育中心         |